# La Roda
La Roda é um município da Espanha na província de Albacete, comunidade autónoma de Castela-Mancha. Tem 398,8 km² de área e em 2021 tinha 15 401 habitantes (densidade: 38,6 hab./km²).

## Demografia
| Variação demográfica do município entre 1991 e 2004[carece de fontes?] | Variação demográfica do município entre 1991 e 2004[carece de fontes?] | Variação demográfica do município entre 1991 e 2004[carece de fontes?] | Variação demográfica do município entre 1991 e 2004[carece de fontes?] |
| ---------------------------------------------------------------------- | ---------------------------------------------------------------------- | ---------------------------------------------------------------------- | ---------------------------------------------------------------------- |
| 1991                                                                   | 1996                                                                   | 2001                                                                   | 2004                                                                   |
| 13168                                                                  | 13523                                                                  | 13959                                                                  | 14550                                                                  |